# Özkan Yıldırım
Özkan Yıldırım (Sulingen, 12 april 1993) is een Duits voetballer die bij voorkeur als offensieve middenvelder speelt. Hij stroomde in 2011 door vanuit de jeugd van Werder Bremen.

## Clubcarrière
Yildirim begon met voetballen bij TuS Sulingen. Op tienjarige leeftijd werd hij opgenomen in de jeugdopleiding van Werder Bremen. Op 29 januari 2011 debuteerde hij voor het tweede elftal daarvan, tegen VfR Aalen. Yildirim werd in de voorbereiding van het seizoen 2011/12 bij het eerste team van Werder gehaald. Op 19 januari 2013 debuteerde hij daarvoor in de Bundesliga, tegen Borussia Dortmund. Hij viel tien minuten na rust in voor Sebastian Prödl.